# Liste der Baudenkmale in Schönbeck
In der Liste der Baudenkmale in Schönbeck sind alle denkmalgeschützten Bauten der Gemeinde Schönbeck (Mecklenburg-Vorpommern) und ihrer Ortsteile aufgelistet. Grundlage ist die Veröffentlichung der Denkmalliste des Landkreises Mecklenburg-Strelitz mit dem Stand vom 18. März 2011. 

## Baudenkmale nach Ortsteilen

### Schönbeck
| ID | Lage                    | Bezeichnung                        | Beschreibung | Bild                   |
| -- | ----------------------- | ---------------------------------- | ------------ | ---------------------- |
|    | Dorfstraße 38           | Schmiede                           |              |                        |
|    | Mühlenstraße 22 (Karte) | Stallspeicher, Speicher und Mühle  |              |                        |
|    | Mühlenstraße 28 (Karte) | Pfarrhaus                          |              |                        |
|    | Mühlenstraße            | Brunnen „Pastor-Spring“            |              |                        |
|    | Ratteyer Damm (Karte)   | Kriegerdenkmal 1914/18             |              | Kriegerdenkmal 1914/18 |
|    | Ratteyer Damm 1 (Karte) | Kirche mit Friedhofsmauer          |              | Weitere Bilder         |
|    | Ratteyer Damm 2 (Karte) | alte Schule, jetzt Gemeindezentrum |              |                        |

### Charlottenhof
| ID | Lage                      | Bezeichnung                  | Beschreibung | Bild |
| -- | ------------------------- | ---------------------------- | ------------ | ---- |
|    | Charlottenhof 7/8 (Karte) | Gutshaus des ehem. Vorwerkes |              |      |

### Rattey
| ID | Lage               | Bezeichnung | Beschreibung | Bild           |
| -- | ------------------ | --- | --- | -------------- |
|    |                    | Gutsanlage mit: | |                |
|    | Rattey 22 (Karte)  | Gutshaus | Klassizistischer, sanierter, 2-geschossiger, 11-achsiger Putzbau von 1806 mit Sockelgeschoss und Krüppelwalm, um 1944 Gemeindebesitz, genutzt als Flüchtlingsheim, dann Kindergarten, Post und LPG-Küche, seit 1998 Hotel. | Weitere Bilder |
|    | (Karte)            | Park | Park mit 13 Eichen, deren Alter auf mindestens 700 Jahre geschätzt wurden. | Park           |
|    | Rattey 16          | Kuhstall | |                |
|    |                    | Mauer | |                |
|    | Rattey 24b (Karte) | Schmiede | |                |
|    | Rattey 31 (Karte)  | Wohnhaus | |                |
|    | (Karte)            | Kirche mit Gruft, Grabstätte von Oertzen mit vier Grabplatten von 1790, 1807, 1812, Grabmal Bertha von Oertzen und Grabmal Hans und Hertha von Oertzen | | Weitere Bilder |

## Quelle
- Karte der Baudenkmale im Geoportal des Landkreises